# 花鈴的魔法戒
《花鈴的魔法戒》，又譯為《小女神花鈴》，是日本漫畫家小夏鈍帆所創作的少女漫畫，以及依此改編的電視動畫。

## 概要
本作品在開始在講談社少女漫畫雜誌《Nakayoshi》（なかよし）2002年12月號（2002年11月發行）上開始連載。漫畫單行本全7冊。當初是以前後篇短篇故事方式刊載，後來受到不錯的評價而正式連載。從2006年6月號（2006年5月發行）開始，原作的續篇更名為《花鈴的魔法戒chu》開始連載，漫畫單行本出版了全7冊。在雜誌〈Flex Comix/SOFTBANK Creative〉vol.7～vol.9開始連載相關的番外篇《花鈴的魔法戒+》共3話。
台灣的中文版是由長鴻出版社所代理發行，香港、澳門地區的中文版是由天下出版社所代理發行。此外美國、加拿大是由TOKYOPOP所代理發行。
在《Nakayoshi》雜誌2007年1月號（2006年12月發行）發表動畫版的消息，於2007年4月6日開始在日本東京電視台每個星期五從17:30（UTC+9）開始播映，自4月10日起在日本BS Japan每個星期二從19:00（UTC+9）開始播映。

## 故事簡介
花園花鈴是一個普通的中學一年級生。父母在小時候過世，與她的叔母單獨居住，但是不擅長運動的她總是被叔母罵。但在她心愛的寵物貓──小西過世之後，她的運氣開始慢慢的轉好。花鈴很快發現她的母親的遺物，一枚神秘的粉紅色戒指，藉由雅典娜的神力的幫助下（其實是由戒指產生出來的力量），可以讓她變成雅典娜。之後她亦開始幫助九條和音尋找其他的戒指，嘗試破解關於「神化」的謎題。

## 登場人物

### 花鈴的魔法戒登場角色
配音員的表示方式為：日語原版／香港有線電視兒童台版／香港亞視本港台版。
花園花鈴／九條鈴花（配音員：中原麻衣／吳梅／周文瑛）
本作品的女主角。聖英學院櫻之丘中學部一年級生（chu中為二年級生）。7月3日出生。巨蟹座。O型血。13歲（chu中為14歲）。在她很小的時候，她的父母親過世了，由她的伯母扶養長大。不擅長唸書與運動，總是被伯母罵，將最愛的寵物貓「小西」做為心靈的支柱，不過在幾個月前她的貓不幸過世了。有一天，花鈴遇到和音，然後使用了戒指的力量成為了「神」（即是「神化」了），神化的咒語是「I AM GOD!!」（我是神！！）。力量的來源是智慧女神「雅典娜」（在花鈴的魔法戒chu中藉著愛與美之神「阿佛洛狄忒」的力量）。
一開始喜歡對人和善的霧火，不過當花鈴知道她是女孩子時因而失戀。後來花鈴慢慢喜歡上和音，長大與其結婚，生下兒子鈴音。
其實她是九條和人的妻子九條鈴花，為了避開烏丸桐彥的追殺而戴上神化的戒指，把記憶封印和變成小孩的模樣生活。她和烏丸桐彥相識在先，卻爱上了後来在大学時期經對方介绍而認識的和人，與之共結連理，並誕下兩人的愛情结晶--姫香。未來也與和人的化身--和音結婚，誕下小兒子鈴音。
九條和音（配音員：澤城美雪／陳樂文／黎景全）
花鈴在伯母家生活的時候遇見的少年。聖英學院櫻之丘中學部一年級生（chu中為二年級生）。2月1日出生。水瓶座。A型血。13歲（chu中為14歲）。個擁有著冷酷的外表，但是對人男尊女卑個性又剛毅木訥，非常害怕昆蟲。在學園裡受到女學生的歡迎。與花鈴同居。
跟花鈴同樣會神化，力量的來源是太陽神「阿波羅」；小女神花鈴chu中為三貴神之一，力量的來源是天空神「烏拉諾斯」。
其實是被九條和人（當初是「父親」的設定）改造成神化的複製人，負責守護姫香和花鈴不受烏丸桐彥的威脅。可是改造非常不完整，能力無法維持太久，神化後經常會暈倒，神化太多時甚至會死亡。與花鈴從前和未来都是夫妻，是姬香和鈴音的爸爸，和佐的哥哥。非常喜歡花鈴。
九條姬香（配音員：下屋則子／錢惠玲／錢惠玲）
當初的設定是和音的堂妹，不過事實上是和人與鈴花的孩子，鈴音的姊姊。3月14日出生。雙魚座。AB型。13歲（chu中為14歲）。個性大方是個和善可愛的少女，雖然有時候會少一個筋，非常喜歡昆蟲。擅長作料理，喜歡的食物是豬排飯。在新系列的第0話到英國留學，以了解自己父亲的過去。
和音所說姬香只有「一半」的存在，跟桐夫等人所擁有的「妃路」是另外「一半」(實為在身體的基因裏封印着「神化」的研究資料，分別由姬香儲存着父親和人的研究資料，而妃路則儲存着養父烏丸桐彥的研究資料)。一開始時喜歡和音，後来得知身世後放棄。
烏丸桐夫（配音員：淺沼晉太郎／何偉誠／郭俊廷）
花鈴等人就讀學校的學生會長，霧火的親哥哥，妃路的義兄，烏丸桐彥的養子。5月8日出生。金牛座。AB型血。持續地攻擊花鈴、和音與姬香等人。因為他戴著眼鏡，被花鈴稱為「眼鏡男」，對花鈴的稱呼為「外行神」。
為了逼迫花鈴等人而不擇手段。一開始他是擁有天衣無縫的性格，但是故事的後半段一直頻頻失誤，並且失去神力。後來他使用宙斯的戒指，讓烏丸桐彥的思想控制身體。力量的來源是戰神「阿瑞斯」。長大後與和音和好，並合作繼續研究「神化」。
烏丸霧火（配音員：甲斐田幸／莎拉／鄧潔麗）
花鈴曾经暗恋的人(以男裝姿态)。桐夫的妹妹，妃路的義姊，烏丸桐彥的養女。5月8日出生。金牛座。AB型血。當初在花鈴面前時常常以神化的姿態出現，擔心為了得到強大力量的哥哥。在「花鈴的魔法戒」後半部對霧夫非常尖酸刻薄，最終也願意與花鈴一起對付養父烏丸桐彥。力量的來源是黑夜女神「紐克斯」。
喵姬（小西）（配音員：加藤奈奈繪／張雪儀／張雪儀）
跟花鈴以前養的貓「小西」一模一樣，她的真面目是勝利女神「奈基」。以前隱藏在小西體內，在小西過世的時候出現。將力量借給花鈴，利用神化的能力變為盾，為她阻擋別人的攻擊。
錦織滿（配音員：石田彰／？／盧傑）
來自英國的轉學生。混血兒。花鈴等人的朋友。兩隻眼睛的顏色不同。4月13日出生。白羊座。AB型血。對與教授外觀相似的和音有興趣。因為喜歡九條教授，和音又是教授的複製人，打招呼時會對著和音接吻，所以常常被打。
以前因為受了重傷及失去一隻眼睛而住院一年，和音的「父親」(實為創造者兼本體)--九條和人教授幫助他，以複製技術製造一隻與和音一樣的眼睛給他，並從九條教授那邊得到了奥林匹克之戒指，成为花鈴能再次神化，幫助和音打敗烏丸桐彥教授的關鍵。
在小女神花鈴chu中從鈴音手上得到新的戒指，而成為三貴神之一，力量的來源是海神「尼普敦」。
李美永（ 配音員：村井每早／魏惠娥／張雪儀）
花鈴的同班同學。是個韓國人，與姬香從小學開始就認識的朋友。由於父親在海外工作，現在與母親一起生活。與優生是青梅竹馬。
於chu第5卷中因櫻井家發生的火災而陷入昏迷狀態，最终因和音改变過去的時空而安然无恙。
櫻井優生（配音員：吉野裕行／？／何承駿）
花鈴的同班同學。擅長拉小提琴，與美永是青梅竹馬。能使用宙斯之戒，但不能「神化」(因為宙斯之戒是儲存烏丸桐彥黑暗人格的容器，而久我神則是繼承烏丸桐彥光明的一面)。
於chu第5卷中因混沌種子使家中發生火災令美永陷入昏迷狀態；因而被烏丸梨花所利用，選擇退学，並成為和音一行人的敵人。最終被花鈴以同学老师們寄給他的信及和音願意改变過去的承诺來感化他，在關鍵時刻說服梨香改邪归正。
烏丸妃路（配音員：吉住梢／？／莊巧怡）
跟霧夫一起居住的女孩子，桐夫和霧火的義妹，烏丸桐彥的養女。是姬香的另「一半」，在身體的基因裏封印着養父有關「神化」的研究資料。姬香有精神時妃路變得非常衰弱，妃路有精神時姬香反而會變得衰弱。看起來比姬香的年紀還要小，不過實際年齡不明，估計兩人的年紀相同。
愛美
只在漫畫版出現的人物。錦織滿的過去的朋友，是個路癡。不知道受到誰的委託，將記載神化的筆記本送到九條家。目擊到和音與花鈴兩人一起接吻，而稱呼花鈴為「不知羞恥的女僕」（那時花鈴正好穿著圍裙）。告知花鈴有關「九條教授沒有孩子」的秘密。(實為和人修改戶籍，令眾人誤會和音及姬香與自己的關係。)
九條和人
和音、和佐和姬香已故的父親，鈴花的丈夫。大學教授，在學生時代已经為烏丸桐彥的好友，一起研究出「神化」，但後来發現研究結果對人類而言並非好事，甚至不能公開後，決定將之封印在姬香體內。
烏丸桐彥
桐夫、霧火和妃路的養父，為了研究「神化」和封印相关資料而收養他们作實驗體，令三兄妹為此受了不少苦頭，更大大缩短他们的壽命。與九條教授為同期的學者兼好友，是個神秘的人物。單戀鈴花，也曾是她的朋友，無數次悔恨自己為何不把握機會向鈴花表白，因而對九條教授產生妒忌和憎恨之情。後来把自己透過「神化」缩小身体，封印記憶和人格成为久我神，與和音、花鈴同年。
九條和佐（配音員：宮崎羽衣／張雪儀／莊巧怡）
和音的妹妹，鈴音的姑姐，有和音、姬香相似的基因存在的人造生命。14歲。利用神化的力量，變成鳥的模樣，變成人類的模樣時有一對兔耳朵，長得與姬香一模一样。力量的來源是月亮女神「阿爾忒彌斯」，代替不能隨便使用「神化」的和音幫助花鈴。

### 花鈴的魔法戒chu登場角色
九條鈴音（配音員：古山貴實子／？／張雪儀）
從未來的世界過來的人，是和音與花鈴未來的兒子，姫香的弟弟，有著一張跟和音相似的臉。可以透過與父母共鸣和克羅洛斯之鐘神化為天使邱比特。常穿兔子衣服，十分可愛的孩子。對外表示為和音及花鈴的親戚。
久我神（配音員：鈴木達央／？／羅偉民）
三貴神之一。新晉的當紅偶像歌手。10月4日出生。天秤座。血型B型。13歲。喜欢花鈴，視對方為女神般的存在，並以情敵的身份與和音對立。力量的來源是冥神「哈底斯」。
是烏丸桐彥變成了小孩的樣子。烏丸桐彥的人格在他體內沉睡著，但久我神自己並不知道。對外表示為久我家的家主夫人從親戚(烏丸家)中收養的孩子，在養母過世後，過着傭人般的生活，並以偶像為兼职過活，期望養父能回心转意。
烏丸梨花（配音員：吉住梢／？／莊巧怡）
未來的烏丸妃路，根據霧火的名字（烏丸 きりか）而命名。
為了尋找救助未來因養父的「神化」研究過度而導致死去的霧夫和患上怪病的霧火，而從未來回到現在。
意圖令自己的養父烏丸桐彥復活，以救助霧夫和霧火，而操縱著混沌種子。最終發現烏丸桐彥只顧達到自身目的，更在利用完她之后拋棄她，不顧霧火兄妹的死活後，改為幫助願意改变未来的和音等人，將克羅洛斯之鐘交给他们。
堤信玄
霧夫等人的朋友。與優生隸屬同一個社團。
對梨花有好感。

### 周圍的人們
（配音員：池田千草、壽美菜子、小幡記子、坂元奈月）
和音的親衛隊。共有四人。相當可怕。有低年級生加入。
Michirian
滿的親衛隊。共有四人。有男孩子加入。
Jin's
神的親衛隊。聚集一群偶像愛好者。

## 特殊用語
神化的戒指
- 神化的戒指，是九條和音的父親研發的小型裝置。達到某種條件的話利用人類的第六感而啟動。

神化的人物　   
- 花園花鈴
- 九條和音
- 喵姬
- 烏丸霧夫
- 烏丸霧火
- 九條和佐
- 錦織滿
- 久我神
- 九條铃音

## 出版的書籍
注意：本列表列出日文版與香港版的ISBN，台灣版無ISBN。

### 花鈴的魔法戒
KC DELUXE（KCデラックス）
1. 花鈴的魔法戒 1（かみちゃまかりん 1）
ISBN 4063347591（日文）ISBN 9882072380（香港中文）EAN 4710765193263（台灣中文）
2. 花鈴的魔法戒 2（かみちゃまかりん 2）
ISBN 406334830X（日文）ISBN 9882072437（香港中文）EAN 4710765194109（台灣中文）
3. 花鈴的魔法戒 3（かみちゃまかりん 3）
ISBN 406334858X（日文）ISBN 9882072488（香港中文）EAN 4710765197803（台灣中文）
4. 花鈴的魔法戒 4（かみちゃまかりん 4）
ISBN 4063348954（日文）ISBN 9882073123（香港中文）EAN 4710765200350（台灣中文）
5. 花鈴的魔法戒 5（かみちゃまかりん 5）
ISBN 4063349519（日文）ISBN 9882074278（香港中文）EAN 4710765203887（台灣中文）
6. 花鈴的魔法戒 6（かみちゃまかりん 6）
ISBN 4063720055（日文）ISBN 9882075029（香港中文）EAN 4710765207724（台灣中文）
7. 花鈴的魔法戒 7（かみちゃまかりん 7）
ISBN 4063721086（日文）ISBN 9882777404（香港中文）EAN 4710765211943（台灣中文）

### 花鈴的魔法戒chu
Nakayoshi KC（なかよしKC）
1. 花鈴的魔法戒chu 1（かみちゃまかりんchu 1）
ISBN 4063641198（日文）ISBN 9789882153561（香港中文）EAN 4710765217594（台灣中文）
2. 花鈴的魔法戒chu 2（かみちゃまかりんchu 2）
ISBN 9784063641332（日文）ISBN 9789882153691（香港中文）EAN 4710765219758（台灣中文）
3. 花鈴的魔法戒chu 3（かみちゃまかりんchu 3）
ISBN 9784063641455（日文）ISBN 9789882153707（香港中文）EAN 4712805822393（台灣中文）
4. 花鈴的魔法戒chu 4（かみちゃまかりんchu 4）
ISBN 9784063641523（日文）ISBN 9789882154698（香港中文）EAN 4712805824397（台灣中文）
5. 花鈴的魔法戒chu 5（かみちゃまかりんchu 5）
ISBN 9784063641639（日文）ISBN 9789882155305（香港中文）EAN 4712805825257（台灣中文）
6. 花鈴的魔法戒chu 6（かみちゃまかりんchu 6）
ISBN 9784063641752（日文）ISBN 9789882156449（香港中文）EAN 4712805825585（台灣中文）
7. 花鈴的魔法戒chu 7（かみちゃまかりんchu 7）
ISBN 9784063641882（日文）ISBN 9789882157736（香港中文）EAN 4712805827732（台灣中文）

Premium KC（プレミアムKC）
1. 花鈴的魔法戒chu 1（かみちゃまかりんchu 1）特裝版
ISBN 4063620638（日文）
2. 花鈴的魔法戒chu 2（かみちゃまかりんchu 2）特裝版
ISBN 9784063620726（日文）
3. 花鈴的魔法戒chu 3（かみちゃまかりんchu 3）特裝版
ISBN 9784063620764（日文）
4. 花鈴的魔法戒chu 4（かみちゃまかりんchu 4）特裝版
ISBN 9784063620832（日文）
5. 花鈴的魔法戒chu 5（かみちゃまかりんchu 5）特裝版
ISBN 9784063620931（日文）
6. 花鈴的魔法戒chu 6（かみちゃまかりんchu 6）特裝版
ISBN 9784063620993（日文）
7. 花鈴的魔法戒chu 7（かみちゃまかりんchu 7）特裝版
ISBN 9784063621167（日文）

## 動畫

### 主題曲
片頭曲：「暗黑天國」（暗黒天国）
歌：ALI PROJECT、作詞：寶野亞莉華、作曲及編曲：片倉三起也
- 第26話播放的OP是特別版本，最後的相片會顯示完整部分（霧夫旁邊的是霧火，花鈴旁邊的是和音）。
- 有線播放OP時並不是採用日本方面、經過調亂的OP；只是從原曲中抽取第一段作OP，並套用其OP畫面到所有集數，因而沒有播放第26話的特別版本OP。

片尾曲（第1話 - 第13話）：「秋牡丹」（アネモネ）
歌：中原麻衣、作詞及作曲：micco、編曲：菊地達也
片尾曲（第14話 - 第26話）：「空中迷宮」（空中迷路）
歌：marble、作詞及作曲：micco、編曲：菊池達也
- 第26話播放的ED是特別版本；除了畫面有所分別以外，歌詞也改為ED的第二節。

### 各集標題一覽
| 話數 | 日文標題 | 中文標題                        | 劇本     | 分鏡              | 演出            | 作画監督                                                  |
| ---- | -------- | ------------------------------- | -------- | ----------------- | --------------- | --------------------------------------------------------- |
| 1    |          | 花鈴的不可思議戒指              | 柿原優子 | 安濃高志          | 安濃高志        | 臼田美夫                                                  |
| 2    |          | 花鈴，變身小女神                | 柿原優子 | 夕澄慶英 山口武志 | 清水一伸        | 清水智子 栗原学 服部憲知                                  |
| 3    |          | 姬香的秘密                      | 廣田光毅 | 柳瀬雄之          | 柳瀬雄之        | 輿石暁                                                    |
| 4    |          | 與小施再會                      | 竹内利光 | 泉明宏            | 泉明宏 浅見松雄 | 青鉢芳信 増谷三郎                                         |
| 5    |          | 和音的期中考大作戰              | 竹内利光 | 山崎茂            | 山崎茂          | こかいゆうじ                                              |
| 6    |          | 要怎麼做、戀愛學園祭            | 廣田光毅 | 池田重隆          | 池田重隆        | 張誠浩                                                    |
| 7    |          | 上吧！舞動的學園祭啊            | 柿原優子 | 木宮茂            | 清水一伸        | 栗原学 服部憲知 清水智子                                  |
| 8    |          | 戒指消失掉了                    | 柿原優子 | 須永司            | 安濃高志        | 臼田美夫                                                  |
| 9    |          | 神秘的轉校生，好帥              | 廣田光毅 | 福冨博            | 黒田晃一郎      | 山本道隆 井上義勝 宮下雄次 栗原基彦                       |
| 10   |          | 米奇的心跳溫泉旅行團啊~         | 竹内利光 | 柳瀬雄之          | 柳瀬雄之        | 輿石暁                                                    |
| 11   |          | 因不可思議的光芒而黏在一起了啊~ | 竹内利光 | 渡辺浩成          | 長尾粛          | 田中保 臼田美夫 輿石暁                                    |
| 12   |          | 再見了啦~花鈴的初戀啊~          | 廣田光毅 | 山崎茂            | 山崎茂          | こかいゆうじ                                              |
| 13   |          | 與和音的浪漫約會                | 柿原優子 | 木宮茂            | 斉藤博子        | 中野彰子                                                  |
| 14   |          | 海灘啊~                         | 廣田光毅 | 政木伸一          | 山田徹          | 向山祐治 佐久間健 藤田正幸                                |
| 15   |          | 夏日的藍調                      | 竹内利光 | 森田稔            | 森田稔          | 臼田美夫                                                  |
| 16   |          | 禮物是神秘的戒指                | 柿原優子 | 柳瀬雄之          | 柳瀬雄之        | 輿石暁                                                    |
| 17   |          | 霧火先輩的告白                  | 柿原優子 | 長尾粛            | 長尾粛          | 宮下雄次 栗原基彦                                         |
| 18   |          | 對手是和音王子                  | 竹内利光 | 西澤きぬこ        | 山田徹          | 藤田正幸                                                  |
| 19   |          | 戀愛劇場 不必久候阿~            | 廣田光毅 | 奥村吉昭          | 山崎茂          | こかいゆうじ                                              |
| 20   |          | 滿，歡迎到來                    | 廣田光毅 | 福島一三          | 斉藤博子        | 中野彰子                                                  |
| 21   |          | 姬香和占卜的眼鏡仔              | 竹内利光 | 石田暢            | 小野田雄亮      | 臼田美夫                                                  |
| 22   |          | 和音君？一起的祭典              | 柿原優子 | 西澤きぬこ        | 山田徹          | 向山祐治 藤田正幸 佐久間健                                |
| 23   |          | 烏丸前來拜見                    | 竹内利光 | 柳瀬雄之          | 柳瀬雄之        | 輿石暁                                                    |
| 24   |          | 到處都是四眼仔                  | 廣田光毅 | 福島一三          | 斉藤博子        | 中野彰子                                                  |
| 25   |          | 宙斯戒指的迷宮                  | 柿原優子 | 山崎茂            | 小野田雄亮      | こかいゆうじ                                              |
| 26   |          | 迷失時空的孩子們                | 柿原優子 | 安濃高志          | 森田稔          | 臼田美夫 柳昇希 石橋有希子 野口孝行 こかいゆうじ 篠原健二 |

### 作品的變遷
| 日本 東京電視台 逢星期五17:30節目              | 日本 東京電視台 逢星期五17:30節目 | 日本 東京電視台 逢星期五17:30節目 |
| ---------------------------------------------- | --------------------------------- | --------------------------------- |
|                                                | 花鈴的魔法戒 （2007年4月－9月）   |                                   |
| Keroro軍曹（第三季） （移動到星期六10:00時段） | 孟漢娜                            |                                   |

| 日本 BS Japan 逢星期二19:30節目 | 日本 BS Japan 逢星期二19:30節目 | 日本 BS Japan 逢星期二19:30節目 |
| ------------------------------- | ------------------------------- | ------------------------------- |
|                                 | 花鈴的魔法戒 （2007年4月－9月） |                                 |
| 不可思議星球的雙胞胎公主Gyu!    | 早安競技場                      |                                 |

| 日本 AT-X 逢星期六10:00 / 21:00節目、星期三14:00 / 00:00節目（30分1集） | 日本 AT-X 逢星期六10:00 / 21:00節目、星期三14:00 / 00:00節目（30分1集） | 日本 AT-X 逢星期六10:00 / 21:00節目、星期三14:00 / 00:00節目（30分1集） |
| ----------------------------------------------------------------------- | ----------------------------------------------------------------------- | ----------------------------------------------------------------------- |
|                                                                         | 花鈴的魔法戒 （2007年6月－ ）                                           |                                                                         |
| 武裝鍊金                                                                | -                                                                       |                                                                         |

| 香港 有線電視兒童台 逢星期六08:00 / 11:00 / 14:00 / 17:00 / 22:00 / 星期日04:00 / 7:00（60分2集） | 香港 有線電視兒童台 逢星期六08:00 / 11:00 / 14:00 / 17:00 / 22:00 / 星期日04:00 / 7:00（60分2集） | 香港 有線電視兒童台 逢星期六08:00 / 11:00 / 14:00 / 17:00 / 22:00 / 星期日04:00 / 7:00（60分2集） |
| ------------------------------------------------------------------------------------------------- | ------------------------------------------------------------------------------------------------- | ------------------------------------------------------------------------------------------------- |
|                                                                                                   | 小女神花鈴 （2008年4月5日－6月28日）                                                              |                                                                                                   |
| 結界師（星期日7:00時段）、 全人大學堂                                                             | 魔法少女奈葉                                                                                      |                                                                                                   |
| 香港 有線電視兒童台 逢星期一至五11:30/15:30（60分2集）                                            |                                                                                                   |                                                                                                   |
| 小飛俠·阿童木                                                                                     | 小女神花鈴 （2008年8月11日－8月27日）                                                             | 幻星神                                                                                            |

| 香港 亞洲電視本港台 逢星期一、二17:10-17:40 (2009年4月20日起逢星期一至五17:10-17:40) | 香港 亞洲電視本港台 逢星期一、二17:10-17:40 (2009年4月20日起逢星期一至五17:10-17:40) | 香港 亞洲電視本港台 逢星期一、二17:10-17:40 (2009年4月20日起逢星期一至五17:10-17:40) |
| ------------------------------------------------------------------------------------ | ------------------------------------------------------------------------------------ | ------------------------------------------------------------------------------------ |
|                                                                                      | 小女神花鈴 （2009年2月17日－4月30日）                                                |                                                                                      |
| 吉永家的神奇石像                                                                     | 網球王子                                                                             |                                                                                      |
| 香港 亞洲電視本港台 逢星期六、日17:00-17:30 （逢賽馬日停播）                         |                                                                                      |                                                                                      |
| 巴布熊貓成語系列                                                                     | 小女神花鈴（重播） （2009年12月20日－2010年5月29日）                                 | 森林奇兵                                                                             |

### 動畫版與漫畫版不同之處
- 動畫版同時包含『花鈴的魔法戒』與『花鈴的魔法戒chu』兩部作品的要素。
- 動畫中有著「花鈴在對付混沌種子而被強制時光倒流至故事開始」的設定。
- 動畫第7話學園祭中久我神出場演唱「DESIRE SNOW」，漫畫中並沒有出現。
- 動畫第14話和音跟久我神的比賽改編自chu的第7話，但場所由漫畫的和音家中改成了動畫中海灘；同時霧夫跟霧火也於動畫中參賽。

## 外部連結
- http://www.nakayosi-net.com/ （页面存档备份，存于）（日語）
- Broccoli的介紹網站（日語）
- 東京電視台的介紹網站 （页面存档备份，存于）（日語）
- *Koge2 House*（原作者小夏鈍帆的網站）（日語）